# モリー・スタントン
モリー・スタントン（Molly Stanton、1980年3月13日 - ）は、アメリカ合衆国の女優。

## 出演作品
- Major Crimes　～重大犯罪課 シーズン2
- お願い!プレイメイト